# Pittsburgh Motor Vehicle Company
Pittsburgh Motor Vehicle Company war ein US-amerikanischer Hersteller von Automobilen.

## Unternehmensgeschichte
Das Unternehmen wurde 1897 in Pittsburgh in Pennsylvania gegründet. Im gleichen Jahr begann die Produktion von Automobilen. Der Markenname lautete Pittsburgh. 1899 endete die Produktion. Autocar gilt als Nachfolger.
Weitere Hersteller von Personenkraftwagen der Marke Pittsburgh waren Pittsburgh Machine Tool Company und Pittsburgh Motor Car Company.

## Fahrzeuge
Das erste Modell war ein Dreirad mit zwei Sitzen hintereinander. Ein Ottomotor trieb es an. Das Leergewicht war mit rund 54 kg angegeben.
1898 kam ein Vierrad dazu. Ein Korbsitz in Fahrzeugmitte bot Platz für zwei Personen. Dahinter befand sich ein Fahrradsattel für den Fahrer. Der Motor leistete 2 PS. Er trug rund 25 kg zum Leergewicht von 73 kg bei.
Außerdem erschien im gleichen Jahr ein leichter Phaeton mit Platz für vier Personen. Sein Gewicht war mit 136 kg angegeben.
1899 stellte das Unternehmen das Dreirad ein und verkaufte Teile, die dafür noch vorrätig waren.